# Anders Edvard Ramsay
Pour les articles homonymes, voir Ramsay.
Anders Edvard Ramsay (né le 23 mars 1799 à Kuopio – mort le 12 mai 1877 à Helsinki) est un Général d'armée finlandais de l'Armée impériale russe et Général de la Garde finlandaise de 1829 à 1838,,,